# ماكينزي فيشر
ماكينزي فيشر (بالإنجليزية: Makenzie Fischer)‏ هي لاعبة كرة الماء أمريكية، ولدت في 29 مارس 1997 في لاغونا بيتش في الولايات المتحدة.

## وصلات خارجية
- ماكينزي فيشر على موقع الاتحاد الدولي للسباحة (الإنجليزية)
- ماكينزي فيشر على موقع اللجنة الأولمبية الدولية (الإنجليزية)
- ماكينزي فيشر على موقع أوليمبيديا (الإنجليزية)
- ماكينزي فيشر على موقع اللجنة الأولمبية والبارالمبية الأمريكية (الإنجليزية)